# Sidnei dal Rovere
Sidnei dal Rovere (São Paulo, 20 de março de 1959) é um ex-boxeador brasileiro. Competiu nos Jogos Olímpicos de Verão de 1980.

## Carreira
Com 15 anos foi campeão do torneio Forja dos Campeões, importante torneio amador da época. Foi campeão brasileiro e chegou a fazer parte da seleção brasileira para as eliminatórias dos Jogos Pan-Americanos de 1975, no México.
Competiu nos Jogos Pan-Americanos de 1979, em San Juan. Esteve presente nos Jogos Olímpicos de Verão de 1980, em Moscou. Chegou até às quartas de final, mas perdeu para o polonês Krzysztof Kosedowski.
Estreou no boxe profissional em 1985. Foi campeão brasileiro dos penas no mesmo ano e chegou ao título sul-americano dos penas em 1988, ao vencer o argentino Miguel Angel Francia. O principal momento da carreira foi quando desafiou Azumah Nelson, então campeão mundial do Conselho Mundial de Boxe. A luta aconteceu no dia 10 de dezembro de 1988, em Acra, Gana, mas o brasileiro acabou derrotado.
Manteve o cinturão sul-americano no dia 15 de setembro de 1989, contra Nelson Miranda Cosme. Foi derrotado por José Ramón Soria em 1991 e fez sua última luta em 1992.
A partir de 1994, passou a atuar como comentarista de boxe para a televisão. Passou por emissoras como Globo e RedeTV!.